# Cacia latefasciata
Cacia latefasciata là một loài bọ cánh cứng trong họ Cerambycidae.